# Condado de Muscogee
El condado de Muscogee (en inglés: Muscogee County), fundado en 1826, es uno de 159 condados del estado estadounidense de Georgia. En el año 2009, el condado tenía una población de 190 414 habitantes y una densidad poblacional de 333 personas por km². La sede del condado es Columbus. El condado de Muscogee forma parte del área metropolitana de Columbus.

## Geografía
Según la Oficina del Censo, el condado tiene un área total de 572 km² (220,8 mi²), de la cual 559 km² (215,8 mi²) es tierra y 13 km² (5 mi²) (2.14%) es agua.

### Condados adyacentes
- Condado de Harris (norte)
- Condado de Talbot (noreste)
- Condado de Chattahoochee (sur)
- Condado de Russell (Alabama) (suroeste)
- Condado de Lee (Alabama) (oeste)

## Demografía
Según el censo de 2000, había 186 291 personas, 69 819 hogares y 47 686 familias residiendo en la localidad. La densidad de población era de 87 hab./km². Había 23 033 viviendas con una densidad media de 136 viviendas/km². El 50.42% de los habitantes eran blancos, el 43.74% afroamericanos, el 0.38% amerindios, el 1.54% asiáticos, el 0.14% isleños del Pacífico, el 1.90% de otras razas y el 1.87% pertenecía a dos o más razas. El 4.59% de la población eran hispanos o latinos de cualquier raza.
Los ingresos medios por hogar en la localidad eran de $34 798, y los ingresos medios por familia eran $41 244. Los hombres tenían unos ingresos medios de $30 238 frente a los $24 336 para las mujeres. La renta per cápita para el condado era de $18 262. Alrededor del 12.80% de la población estaban por debajo del umbral de pobreza.

## Transporte
- Interestatal 185
- U.S. Route 27
- U.S. Route 80
- U.S. Route 280
- U.S. Route 431
- SR 1
- SR 22
- SR 85
- SR 219
- SR 411
- SR 520
- SR 545

## Localidades
- Bibb City
- Columbus
- Columbus City
- Custer Terrace
- Fort Benning (base militar)
- Fortson
- Midland
- Upatoi